# Onryza
Onryza is een geslacht van vlinders van de familie dikkopjes (Hesperiidae), uit de onderfamilie Hesperiinae.

## Soorten
- O. maga (Leech, 1890)
- O. meiktila (De Nicéville, 1891)
- O. perbella (Hering, 1918)
- O. siamica Riley & Godfrey, 1925